# Helene Berg
Helene Karoline Berg (nacida Nahowski) (29 de julio de 1885 en Viena-30 de agosto de 1976 en Viena) fue la esposa y musa del compositor Alban Berg.

## Biografía
Oficialmente hija de Franz y Anna Nahowski, es probable que el señor Franz haya sido su padre solo en papeles y que el biológico haya sido el emperador Francisco José I con quien su madre mantuvo una larga relación.
En la sociedad vienesa de la época se daba por entendido y así como por personalidades como Alma Mahler-Werfel, Peter Altenberg, Bruno Walter y Soma Morgenstern.
La pareja se conoció en 1906 y en 1907 Alban le dedicó la primera versión de la canción Schliesse mir die Augen beide. Se casaron el 3 de mayo de 1911, no tuvieron descendientes.
Helene nunca se enteró del romance que el compositor mantuvo con Hanna Fuchs-Robettin, hermana del compositor Franz Werfel y esposa de Herbert Fuchs-Robettin y a quien Berg le dedicó su Suite Lírica. A su vez la ópera Frau Margot de Thomas Pasatieri estrenada en 2007, está inspirada en Helen Berg y en la obra Suite Lírica de Frank Corsaro.
Berg murió a los 50 años en 1935 y Helen se convirtió en la firme custodia de su obra y pensamiento.
Helene Berg fue la impulsora de la obra de su marido con el establecimiento de la Fundación Alban Berg en 1968 y su resistencia hasta el fin de sus días en terminar la composición de la ópera Lulu que había dejado inconclusa. El compositor Friedrich Cerha la finalizó en 1979.